# NGC 1441
NGC 1441 je galaksija u zviježđu Eridan.

## Vanjske poveznice
- SEDS: NGC 1441